# Хайнс, Шон
Шон Хайнс (род. 24 декабря 1973, Эганвилль, Онтарио) — канадский хоккеист, защитник. Входит в состав хоккейного клуба Фрибур-Готтерон, выступающего в Швейцарской национальной лиге. За годы карьеры выступал также за клубы Сан-Хосе Шаркс, Питтсбург Пингвинз,  Атланта Трэшерз,  Айсберен Берлин,  Ганновер Скорпионс.
По стилю игры Шон - агрессивный атакующий защитник, специалист по игре в большинстве. Его мощный удар-щелчок разгоняет шайбу до скорости более 100 миль в час (186 км/ч). До 2006 года Хайнс был рекордсменом в этом показателе, отправив шайбу в полёт со скоростью 106 миль в час. Его рекорд был перебит Чедом Килгером, который сумел достичь скорости шайбы 106,6 миль в час.
В 2007 году Шон Хайнс входил в состав канадской команды на Кубке Шпенглера.